# Rusk (Teksas)
Rusk – miasto w Stanach Zjednoczonych, w stanie Teksas, w  hrabstwie Cherokee. W 2000 roku liczyło 5 191 mieszkańców.